# What’d I Say (album)
What’d I Say – nagrany na żywo album amerykańskiego muzyka Raya Charlesa, wydany w 1959 roku. Materiał na płytę zarejestrowany został 28 maja 1958 roku na Herndon Stadium. What’d I Say uplasował się na miejscu #20 notowania Billboard w 1962 roku, bowiem w 1960 roku został wydany ponownie, jako  Ray Charles In Person. Z tegoż albumu pochodził pierwszy singel muzyka, który zajmował miejsca w pierwszych dziesiątkach zestawień, „What’d I Say”. Singel ten był również pierwszym utworem muzyka, który pokrył się złotem.

## Lista utworów
1. „What’d I Say, Pts. 1 & 2”
2. „Jumpin’ in the Morning”
3. „You Be My Baby”
4. „Tell Me How Do You Feel”
5. „What Kind of Man Are You” (Mary Ann Fisher)
6. „Roll with My Baby”
7. „Tell All the World About You”
8. „My Bonnie”
9. „That’s Enough”